# Diocesi di Labuan Bajo
La diocesi di Labuan Bajo (in latino Dioecesis Labuanbaiensis) è una sede della Chiesa cattolica in Indonesia suffraganea dell'arcidiocesi di Ende. Nel 2024 contava 215.270 battezzati su 275.903 abitanti. È retta dal vescovo Maksimus Regus.

## Territorio
La diocesi si trova nell'estrema parte occidentale dell'isola indonesiana di Flores e comprende la reggenza di Manggarai Occidentale e le isole di Komodo, Rinca e Padar, appartenenti alla provincia di Nusa Tenggara Orientale.
Sede vescovile è la città di Labuan Bajo, dove si trova la cattedrale dello Spirito Santo.
Il territorio si estende su 3.141 km² ed è suddiviso in 25 parrocchie.

## Storia
La diocesi è stata eretta il 21 giugno 2024 da papa Francesco con la bolla Spiritali gaudio, ricavandone il territorio dalla diocesi di Ruteng.

## Cronotassi dei vescovi
Si omettono i periodi di sede vacante non superiori ai 2 anni o non storicamente accertati.
- Maksimus Regus, dal 21 giugno 2024

## Statistiche
La diocesi, al momento dell'erezione nel 2024, su una popolazione di 275.903 persone contava 215.270 battezzati, corrispondenti al 78,0% del totale.
| anno | popolazione | popolazione | popolazione | presbiteri | presbiteri | presbiteri | presbiteri                | diaconi | religiosi | religiosi | parrocchie |
| anno | battezzati  | totale      | %           | numero     | secolari   | regolari   | battezzati per presbitero | diaconi | uomini    | donne     | parrocchie |
| ---- | ----------- | ----------- | ----------- | ---------- | ---------- | ---------- | ------------------------- | ------- | --------- | --------- | ---------- |
| 2024 | 215.270     | 275.903     | 78,0        | 90         | 67         | 23         | 2.391                     |         | 42        | 78        | 25         |